# Дивеевский сельсовет
Диве́евский сельсове́т — сельское поселение в составе Дивеевского района Нижегородской области. Административный центр — село Дивеево.

## История

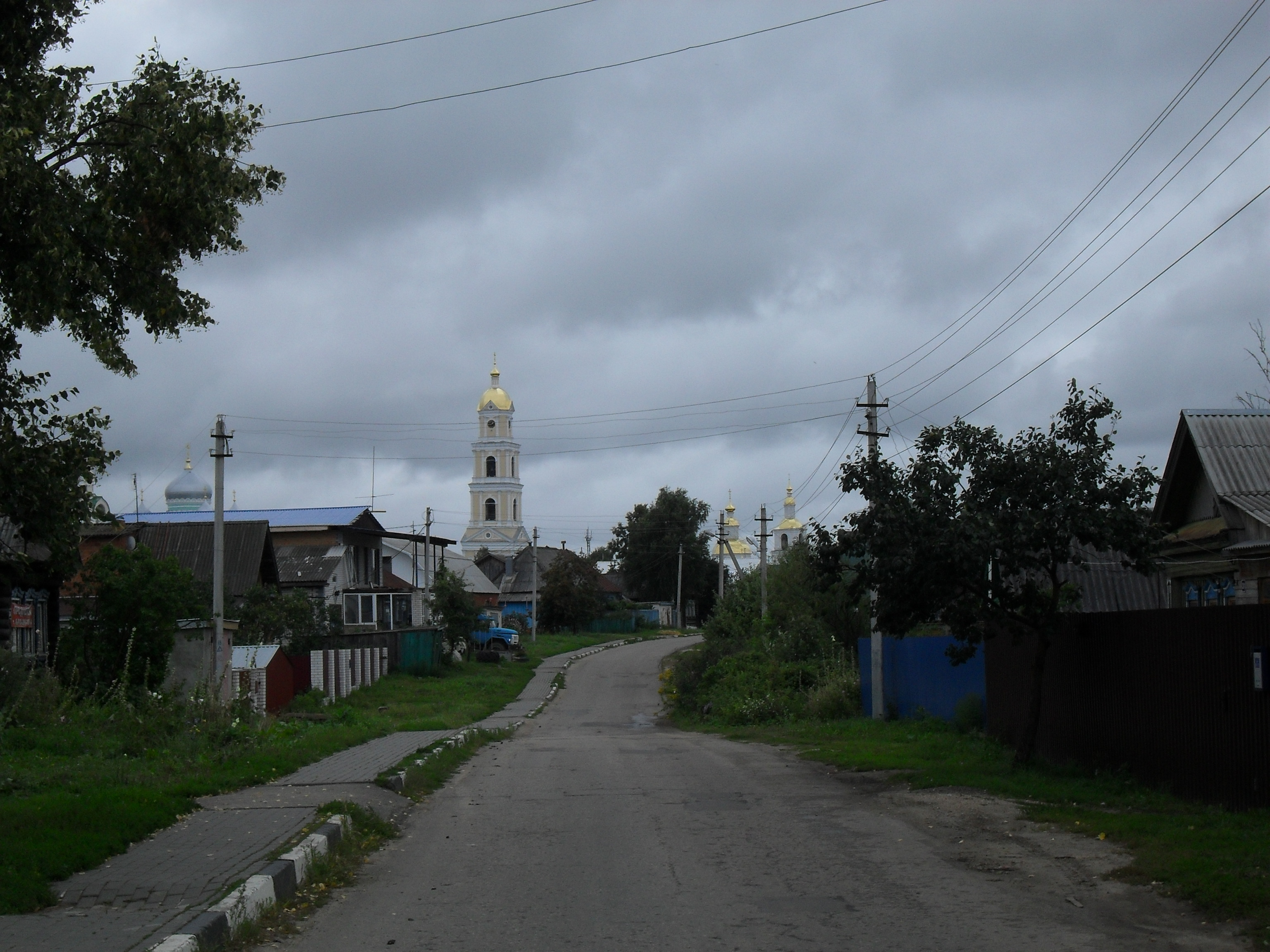
Село Дивеево, ул. Труда

В феврале 1918 на крестьянском сходе был создан волостной Совет, председателем которого  избрали дивеевского крестьянина Ивана Васильевича Тужилкина. В марте был образован Дивеевский сельский совет. К 1919 году его возглавил беспартийный крестьянин Василий Петрович Марагагин.
Статус и границы сельского поселения установлены Законом Нижегородской области от 15 июня 2004 года № 60-З «О наделении муниципальных образований - городов, рабочих посёлков и сельсоветов Нижегородской области статусом городского, сельского поселения».
Законом Нижегородской области от 12 августа 2009 года № 125-З сельские поселения Большечереватовский сельсовет, Дивеевский сельсовет и Кременковский сельсовет преобразованы, путём их объединения, в сельское поселение Дивеевский сельсовет.

## Население
| 2002  | 2010  | 2012  | 2013  | 2014  | 2015  | 2016  |
| ----- | ----- | ----- | ----- | ----- | ----- | ----- |
| 8714  | ↘8601 | ↘8507 | ↘8314 | ↘8186 | ↗8321 | ↗8423 |
| 2017  | 2018  | 2019  | 2020  |       |       |       |
| ↗8466 | ↘8355 | ↘8254 | ↘8227 |       |       |       |

## Состав сельского поселения
| №  | Населённый пункт   | Тип населённого пункта       | Население |
| -- | ------------------ | ---------------------------- | --------- |
| 1  | Большое Череватово | село                         | ↘561      |
| 2  | Владимировка       | деревня                      | ↘0        |
| 3  | Дивеево            | село, административный центр | ↗6945     |
| 4  | Коврез             | посёлок                      | ↗56       |
| 5  | Кременки           | село                         | ↘588      |
| 6  | Крутцы             | деревня                      | →1        |
| 7  | Маёвка             | деревня                      | ↗249      |
| 8  | Малое Череватово   | деревня                      | ↘39       |
| 9  | Осиновка           | деревня                      | ↗356      |
| 10 | Полупочинки        | деревня                      | ↘118      |
| 11 | Рузаново           | деревня                      | ↘48       |
| 12 | Спасовка           | деревня                      | →0        |
| 13 | Челатьма           | село                         | ↘21       |
| 14 | Яковлевка          | село                         | ↗156      |

Населённые пункты, прекратившие существование
- д. Вертьяново (с 20 сентября 1965 года — часть села Дивеево)
- п. Покровка
- п. Черноозёрки